# منصور أباد (باسخن)
منصور أباد (بالفارسية: منصورآباد) هي قرية تقع في إيران في البلدة المركزية. يقدر عدد سكانها بـ 447 نسمة بحسب إحصاء 2016.